# Smilax ovalifolia
Smilax ovalifolia är en enhjärtbladig växtart som beskrevs av William Roxburgh och David Don. Smilax ovalifolia ingår i släktet Smilax och familjen Smilacaceae. Inga underarter finns listade.

## Bildgalleri

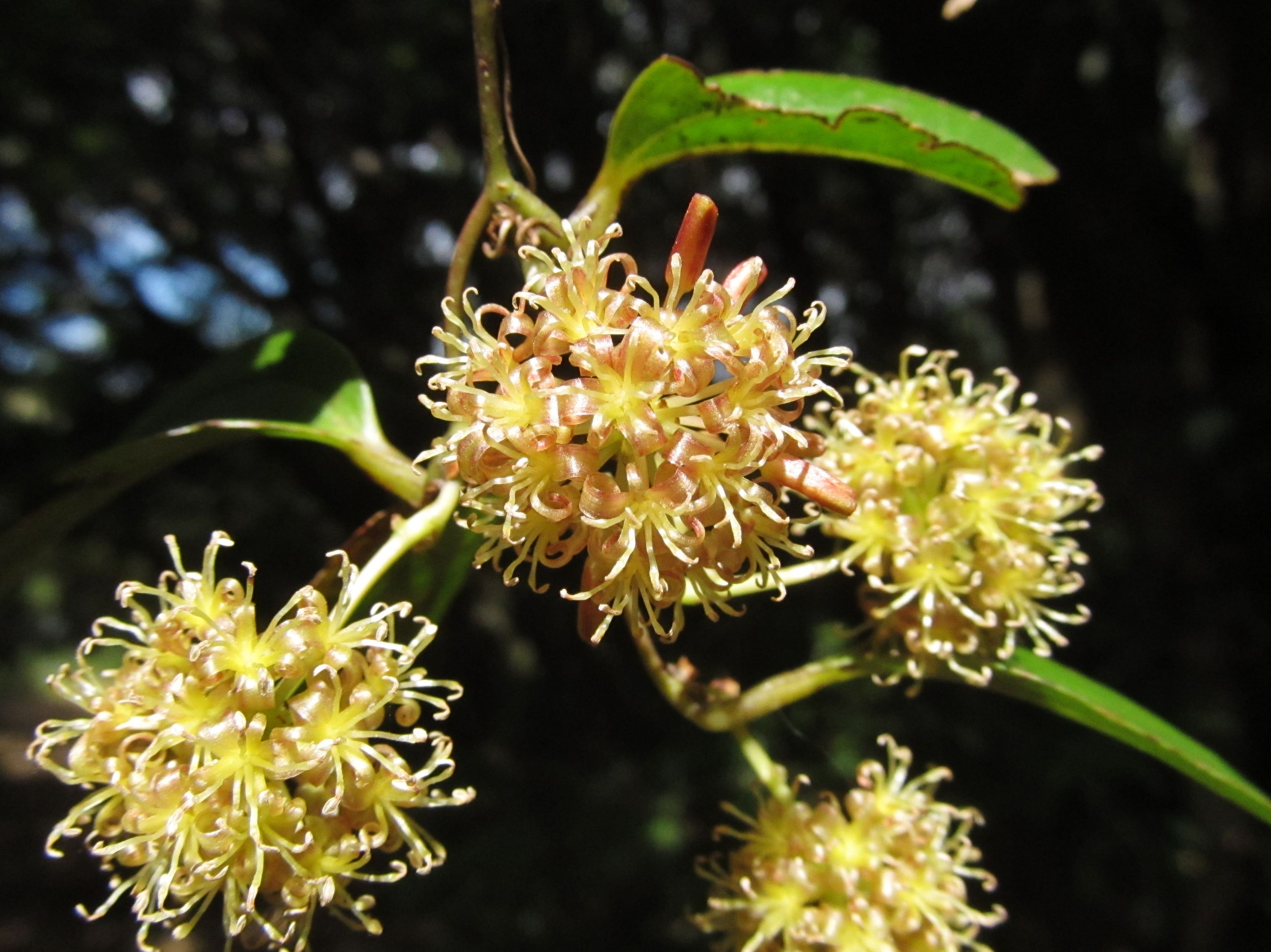